# رمادی
رَمادی مرکز استان انبار عراق است. شهر رمادی در صد کیلومتری باختریِ بغداد قرار گرفته‌است. رمادی نقطهٔ جنوب غربی مثلث سنی در عراق به‌شمار می‌آید. بیشتر مردم رمادی سنی‌مذهب و از قبیله دُلَیم هستند.

## داعش و سقوط رمادی
در ۱۵ ماه می ۲۰۱۵، شهر رمادی با عقب‌نشینی نیروهای دولتی از مواضع خود به دست داعش افتاد.
در ۷ دی ۱۳۹۴ شهر رمادی آزاد شد. پس از گردِهم آییِ نیروهای دولتیِ عراق و هجوم به رمادی برای بازپس گیریِ آن، رویترز از سویِ صباح النعمانی اعلام کرد، ارتش و نیروهای دولتی؛ کنترلِ یکی از مناطقِ مهمِ دولتی در رمادی را بدست گرفته‌است. تسلط نیروهای دولتی بر این مجتمع بدین معنی است که گروه داعش در رمادی مرکز استان الانبار شکست خورده‌اند.

## اردوگاه التاش
اردوگاه التاش در ۴۰ کیلومتری رمادی، در یک بیابان لم یزرع در سال ۱۳۵۹ تأسیس شد. مردم ساکن این اردوگاه تا قبل از حمله عراق به کویت، اسرای ایرانی و کردهایی بودند که یا اسیر شده بودند یا خود به این منطقه آمده بودند. در سال ۱۳۷۰ عده ای از ایرانیان فارسی‌زبان در این منطقه سکونت کردند.
خانه‌های ساخته شده از حلبی و نبود بهداشت از جمله مهم‌ترین مشکلات این اردوگاه است.